# Lumsheden
Lumsheden är en småort i Svärdsjö socken i Falu kommun, Dalarna. Orten ligger längs vägen (W 880/X 537) mellan Svärdsjö och Åshammar, nära gränsen till Gästrikland.

## Samhället
På orten finns ingen affär. Skolan lades ned sommaren 2007. Lumsheden sägs vara en av Sveriges längsta byar, ca 7,5 km, där den östra halvan av byn ligger mot Gästrikland. I byn finns en liten campingplats samt put and take-fiske i sjön Lumsen mitt i byn. Fisket är handikappanpassat.
I Lumsheden finns Lumshedens kapell som byggdes som begravningskapell och sedan år 2000 även används för gudstjänster.

## Evenemang
I byn arrangeras varje år Lumshedens Marknad.  Den startade 1988 och är ett stort arrangemang för denna lilla ort.  Allt överskott från marknaden går till för byn gemensamma angelägenheter.

## Befolkningsutveckling
| Befolkningsutvecklingen i Lumsheden 1960–2010                      | Befolkningsutvecklingen i Lumsheden 1960–2010 | Befolkningsutvecklingen i Lumsheden 1960–2010 | Befolkningsutvecklingen i Lumsheden 1960–2010 | Befolkningsutvecklingen i Lumsheden 1960–2010 |
| ------------------------------------------------------------------ | --------------------------------------------- | --------------------------------------------- | --------------------------------------------- | --------------------------------------------- |
|                                                                    |                                               |                                               |                                               |                                               |
| År                                                                 |                                               |                                               | Folkmängd                                     | Areal (ha)                                    |
| 1960                                                               | 1960                                          |                                               | 210                                           |                                               |
| 1970                                                               | 1970                                          |                                               | 268                                           |                                               |
| 1975                                                               | 1975                                          |                                               | 235                                           |                                               |
| 1980                                                               | 1980                                          |                                               | 239                                           |                                               |
| 1990                                                               | 1990                                          |                                               | 172                                           | 65#                                           |
| 1995                                                               | 1995                                          |                                               | 176                                           | 67#                                           |
| 2000                                                               | 2000                                          |                                               | 177                                           | 67#                                           |
| 2005                                                               | 2005                                          |                                               | 166                                           | 67#                                           |
| 2010                                                               | 2010                                          |                                               | 167                                           | 66#                                           |
| 2015                                                               | 2015                                          |                                               | 166                                           | 82#                                           |
| Anm.: Ej tätort 1965-1970. Upphörde som tätort 1990. # Som småort. |                                               |                                               |                                               |                                               |